# Тобелер
Тобелер (рос. Тобелер) — село Кош-Агацького району, Республіка Алтай Росії. Входить до складу Тобелерського сільського поселення.
Населення — 966 осіб (2015 рік).